# Wally Bayola
Walter James Bayola (3 de mayo de 1972 en Naga, Camarines Sur), conocido artísticamente como Wally Bayola, es un actor, cantante, comediante y presentador de televisión filipino.

## Carrera
Wally empezó a trabajar al lado de José Manalo, en un programa de televisión llamado "Eat Bulaga", como coanfitrión durante la década de los años 2000. En el 2011, debutó como comediante en un programa humorístico titulado "The José & Wally", protagonizado por Vic Sotto y además como invitado estelar, Jimmy Santos. Wally también debutó como actor de cine al lado de Vic Sotto, siendo los protagonistas principales de la película "Pak! Pak! Mi Dr. Kwak" y además de otra película titulada "Enteng Ng Ina Mo", en esta última Wally fue ganador de los premios del "Festival de Cine de Metro Manila". En el 2011 Wally fue uno de los artistas favoritos e invitados, por dos programas televisivos difundidos por la red  ABS-CBN como "The Buzz" y "ASAP", donde dio a conocer sus próximas participaciones en otras películas en promoción. El 2 de marzo de 2012, Wally y su compañero de comedia José Manalo, iniciaron juntos una gira de conciertos denominado "Wally y José", sus primeros conciertos en vivo y en solitario, se llevó a cabo en el "Coliseo Smart Araneta". En el 2013, Wally y José, nuevamente ofrecieron sus conciertos en el mismo coliseo, lo cual fue todo un éxito contando con el apoyo del público. Durante su trayectoria artística, principalmente como actor, fue nominado a los "Premios Dabarkads" en el 2014. Siendo declarado ganador de dichos premios.

## Filmografía

### TV espectáculos
- Eat Bulaga! (GMA Network)
- Wow Hayop (GMA Network)
- H3O: Ha Ha Ha Over (Q)
- I Laugh Sabado (Q)
- Talentadong Pinoy (TV5)
- Bahay Mo Ba To? (GMA Network)
- Bubble Gang (GMA Network)
- Cool Center (GMA Network)
- SRO Cinemaserye Presents: Reunion (GMA Network)
- My Darling Aswang (TV5)
- Laugh Or Lose (TV5)
- R U Kidding Me? (TV5)
- The Jose and Wally Show (TV5)
- Celebrity Bluff (GMA Network)
- Hakbang Ng Pangarap: Eat Bulaga Holy Week Drama Special 2014 (GMA Network)

### Películas
- My Big Bossing's Adventure(2014)
- D' Kilabots Pogi Brothers Weh?! (2012)
- Si Agimat, Si Enteng and Me (2012)
- Enteng Ng Ina Mo (2011)
- Pak! Pak! My Dr. Kwak! (2011)
- Si Agimat at si Enteng Kabisote (2010)
- Love On Line (2009)
- Patient X (2009)
- Iskul Bukol 20 Years After (Ungasis and Escaleras Adventure) (2008)
- Scaregivers (2008)
- Dobol Trobol: Lets Get Redi 2 Rambol! (2008)
- Enteng Kabisote 4: Okay Ka, Fairy Ko: The Beginning of the Legend (2007)
- Enteng Kabisote 3: Okay Ka, Fairy Ko: The Legend Goes On and On and On (2006)
- Oh My Ghost! (2006)
- Enteng Kabisote 2: Okay Ka Fairy Ko: The Legend Continues (2005)
- Ispiritista: Itay, May Moomoo! (2005)
- Enteng Kabisote: Okay Ka, Fairy Ko: The Legend (2004)
- Fantastic Man  (2003)
- Lastikman (2003)
- Daniel Eskultor: Hindi umaatras sa laban (1997)
- Iscandalo Wally Bayola y Yosh Garcia